# سيزر (مركبة فضائية)

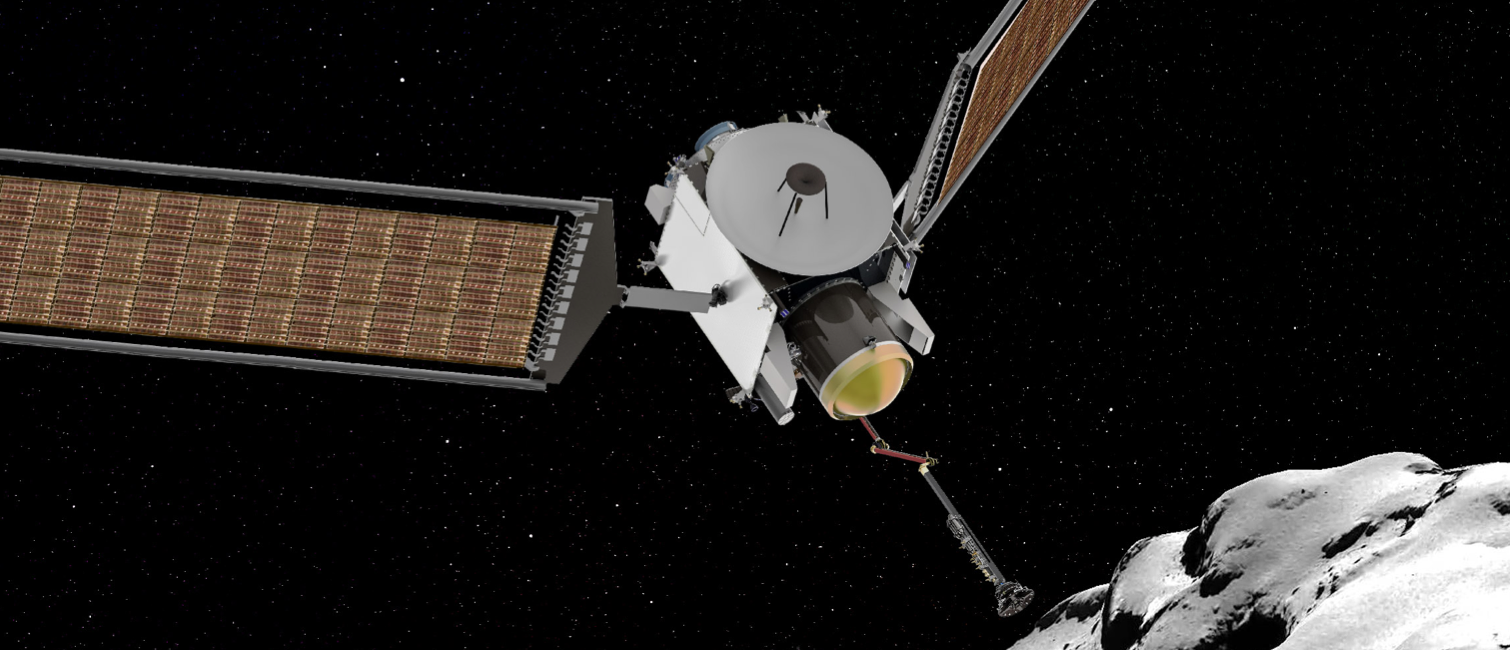
تصور فنان لمركبة سيزر خلال جمعها لعينة من المذنب 67 بي.

سيزر (بالإنجليزية: CAESAR)‏، أو مهمة استكشاف العلوم الحيوية الفلكية بالمذنبات مع إحضار العينات، وهو تصور لمهمة إحضار عينات من المذنب 67P/تشوريموف-جيراسيمنكو. اقتُرحت المهمة في عام 2017 لتكون المهمة الرابعة لبرنامج الحدود الجديدة الخاص بوكالة ناسا، وفي يوم 20 ديسمبر 2017، أصبحت هذه المهمة إحدى المهمتين المؤهلتين للاختيار النهائي بالبرنامج، على أن يخضع التصور الخاص بكل مهمة لمزيد من التطويرات. وفي يوم 27 يونيو 2019، وقع الاختيار النهائي على المهمة الأخرى، مهمة دراغون فلاي، بدلًا من سيزر.
وفي حالة وقوع الاختيار على سيزر في يونيو 2019، كان من المُقدر أن تُطلق المهمة بين عامي 2024 و2025، مع كبسولة لإحضار العينات إلى الأرض في عام 2038. كان العالم ستيف سكويرز بجامعة كورنيل في مدينة إثاكا بولاية نيويورك الباحث الرئيسي للمهمة. كان من المقرر أن تُدار مهمة سيزر من خلال مركز غودارد لرحلات الفضاء التابع لوكالة ناسا في غرينبيلت (ماريلاند). وستُعالج العينات التي ستحضرها المهمة في مديرية أبحاث المواد الفلكية والعلوم الاستكشافية التابعة لوكالة ناسا، والموجودة بمركز جونسون للفضاء في هيوستن (تكساس).
اختار فريق سيزر المذنب 67 بي فضلًا عن المذنبات الأخرى؛ وذلك جزئيًا بسبب وجود بيانات عن هذا المذنب قدمتها مهمة روزيتا، والتي درست المذنب بين عامي 2014 و2016، ما يسمح بتصميم المركبة الفضائية لتكون ملائمةً للظروف الموجودة هناك، لزيادة فرص نجاح المهمة. قدمت مهمة روزيتا أيضًا إطارًا جيولوجيًا واسعًا لدراسة عملية إحضار العينات في هذه المهمة.

## نظرة عامة

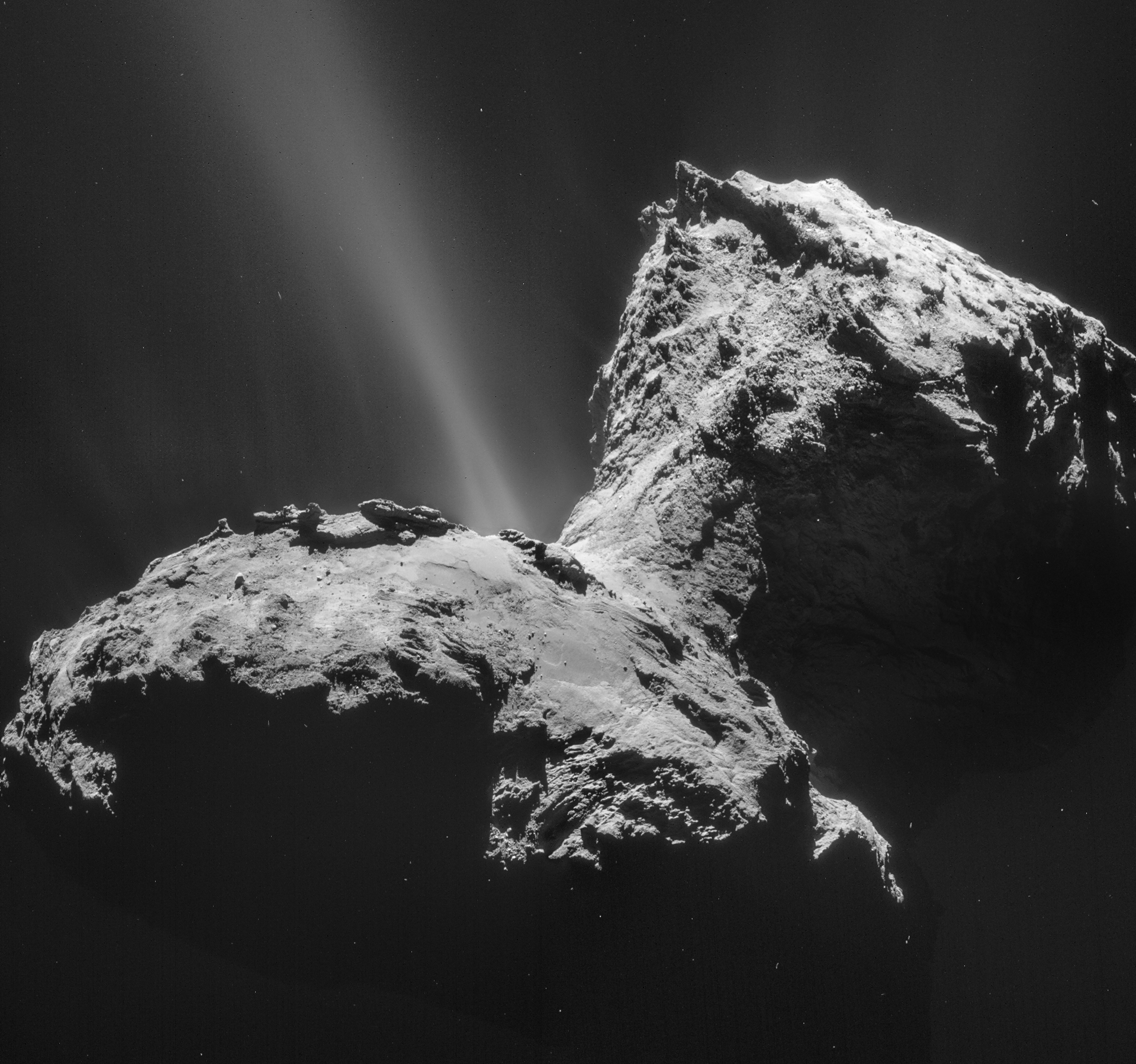
المذنب 67P/تشوريموف-جيراسيمنكو كما ظهر بواسطة مركبة روزيتا في عام 2015؛ وهو الهدف المقترح لمهمة سيزر.

أُعلن عن المهمتين المؤهلتين للاختيار النهائي للمهمة الرابعة ببرنامج الحدود الجديدة يوم 20 ديسمبر 2017، وهما دراغون فلاي إلى القمر تيتان، وسيزر. استُكشف المذنب 67 بي سابقًا بواسطة مسبار روزيتا الخاص بوكالة الفضاء الأوروبية ومركبته الهابطة، فيلة، بين عامي 2014 و2016 لتحديد أصل المذنب وتاريخه. وأوضح سكويرز أن معرفة الظروف المحيطة بالمذنب ستساعدهم على تصميم أنظمة قادرة على تحسين فرص نجاح المهمة بشكل كبير.
حصلت المهمتان سيزر، ودراغون فلاي على تمويل بقيمة 4 ملايين دولار أمريكي لكل مهمة خلال نهاية عام 2018 بغرض إجراء المزيد من التطويرات والتحسينات على التصور الخاص بكل مهمة. اختارت ناسا مهمة دراغون فلاي في يوم 27 يونيو 2019 لتبدأ عمليات بناء المركبة، على أن تُطلق في عام 2026.

### خلفية
كانت مهمة إحضار العينات من المذنبات ضمن الأهداف الموجودة بقائمة الخيارات المطروحة لإحدى مهمات برنامج الحدود الجديدة، في المسحين العقديين لعلوم الكواكب لعام 2003 وعام 2011، وكان هذان المسحان لأغراض إرشادية بين أفراد المجتمع العلمي لتحديد المجالات والوجهات التي يجب أن تحظى بأولوية وكالة ناسا. كانت هناك مهمة أخرى مقترحة إلى المذنبات، وهي كوميت هوبر، والتي كانت إحدى المهمات الثلاث المؤهلة لعملية الاختيار النهائي ببرنامج ديسكفري، وحصلت على 3 ملايين دولار لتطوير دراسة تصورية مفصلة للمهمة؛ ومع ذلك، لم يقع الاختيار عليها. أطلقت ناسا عدة مهمات إلى المذنبات في أواخر تسعينيات القرن العشرين والعقد الأول من القرن الواحد والعشرين؛ تضمنت هذه المهمات ديب سبيس 1 (أُطلقت عام 1998)، وستار داست (1999)، وكونتور (أُطلقت في 2002 ولكن فشلت المهمة بعد الإطلاق)، وديب إمباكت (2005)، بالإضافة إلى بعض المساهمات في مهمة روزيتا.

### علم الأحياء الفلكي
هدفت سيزار إلى فهم تشكل المجموعة الشمسية وكيفية اجتماع هذه المكونات معًا لتشكيل الكواكب ونشأة الحياة. افترض بعض الباحثين أنه من الممكن أن تكون المذنبات الغنية بالثولينات مسؤولةً عن نشر المركبات العضوية بكوكب الأرض خلال المراحل الأولى من تطور الكوكب، موفرةً المواد الخام اللازمة لنشأة الحياة. رُصدت الثولينات بواسطة مهمة روزيتا إلى المذنب 67P/تشوريموف-جيراسيمنكو.

## اقرأ يضا
- آلية اقتناء تاجسام